# Turcsik Viktor
Turcsik Viktor, becenevén Töri, (Budapest, 1993. február 5. –) magyar gördeszkás, a Rios Crew gördeszkacsapat tagja.

## Élete
8 éves korában kezdett gördeszkázni. 7 éves korától kezdve gyomorbetegségben szenvedett egészen 14 éves koráig, ami miatt keveset járt iskolába. A tanulmányait az általános iskola befejezésével abbahagyta, és elkezdett dolgozni. A keresztapja segítette a gördeszkás pályafutásában, akihez költözött, miután a szülei házából elment.
Kezdetben az Eclipse Skateboards támogatta, később a Nike és a Mátra Skateboards a cég megszűnéséig. Ezután a svéd Polar Skateboards támogatta.

## Eredmények
| Verseny                    | Kategória       | Helyezés        |
| -------------------------- | --------------- | --------------- |
| Etnies Hungarian Open 2011 | 16 év felettiek | 12.             |
| Deszkás Piknik             | Street          | 1.              |
| Burn SOS                   | 16 év felettiek | 1.              |
| Red Bull Manny Mania 2011  |                 | 7.              |
| OSG 11                     | best trick      | 2. (263 pont)   |
| OSG 14                     |                 | 5. (260,5 pont) |